# Bouquenom

Wappen der Grafschaft Saarwerden

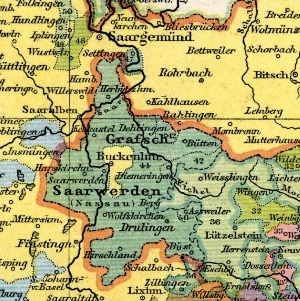
Grafschaft Saarwerden

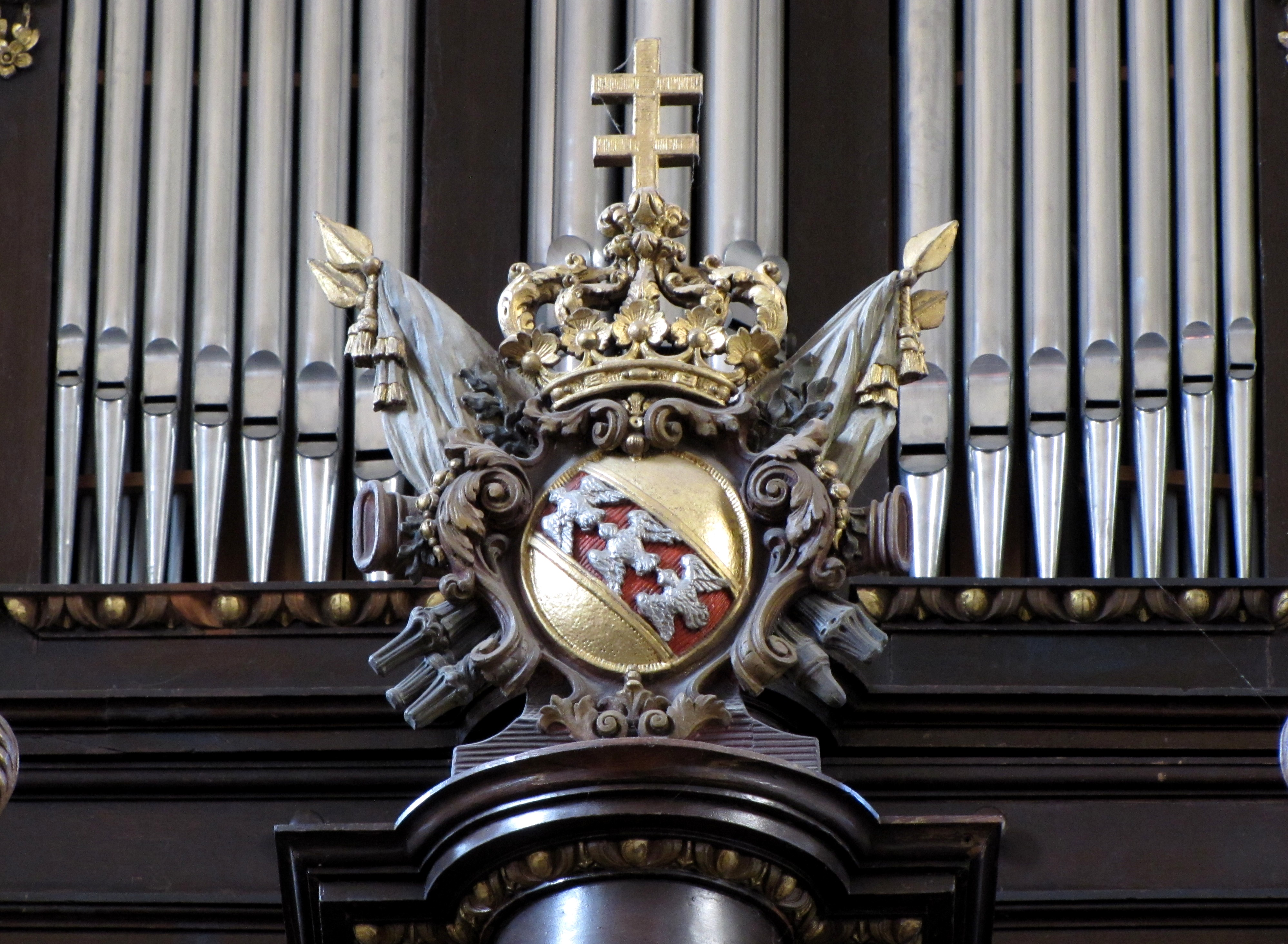
Delorme-Martersteck-Orgel mit dem Wappen Herzog Leopolds von Lothringen

Bouquenom (dt. Bockenheim, elsässisch Buckenum, Buggenum) war im Mittelalter Verwaltungssitz der Grafschaft Saarwerden an der oberen Saar. 1794 vereinigte sich die am rechten Saarufer gelegene Stadt mit der Stadt Neu-Saarwerden am linken Saarufer zur Stadt Sarre-Union (daher im Namen Union, zu Deutsch Vereinigung).

## Geschichte
1178 wurde der Ort als Buckenheim erstmals urkundlich erwähnt. 1328 erhielt der Ort von Graf Friedrich II. von Saarwerden die Stadtrechte. 1397, nach dem Tod des letzten Grafen der Grafschaft Saarwerden, erbten die Herren von Moers die Grafschaft Saarwerden. Die Orte Saarwerden und Bockenheim waren ein Lehen des Bischofs von Metz. Nach dem Anfall der Grafschaft Saarwerden an Nassau-Saarbrücken 1527 und der Einführung der Reformation im Jahr 1556 unter Graf Adolf von Nassau-Saarbrücken wurden die beiden Orte und ihr Umland zu einem dauernden Zankapfel zwischen dem katholischen Haus Lothringen und dem protestantischen Haus Nassau. Nassau hatte die Gebiete ererbt, Lothringen war vom Bischof von Metz mit den beiden Orten belehnt worden. 1669 erzielten Lothringen und Nassau-Saarbrücken auf dem Reichstag zu Regensburg folgenden Kompromiss: Bockenheim und Saarwerden kamen zu Lothringen, das Umland zu Nassau-Saarbrücken. Der Frieden von Rijswijk 1697 bestätigte das Haus Lothringen im Besitz der Orte Saarwerden und Bockenheim, das Umland wurde Nassau-Saarbrücken bestätigt, das 1701 mit Neu-Saarwerden (frz. Ville Neuve de Sarrewerden) am linken Ufer der Saar unmittelbar gegenüber von Bockenheim ein neues Verwaltungszentrum für seine Besitzungen schuf. Das nun unbedeutend gewordene Saarwerden eine halbe Stunde saaraufwärts wird seit der Gründung von Neu-Saarwerden zur Unterscheidung als Alt-Saarwerden geführt. 1766 fielen die Orte Alt-Saarwerden und Bockenheim vertragsgemäß nach dem Tod des letzten Herzogs von Lothringen Stanislaus I. Leszczyński an das Königreich Frankreich.
Die Französische Revolution brachte 1794 die politische Neuordnung und schließlich die Zusammenlegung der rechts der Saar liegenden Ortschaft Bockenheim mit der links der Saar liegenden Ortschaft Neu-Saarwerden (frz. Ville Neuve de Sarrewerden) unter dem neuen gemeinsamen Namen Sarre-Union. Die Gemeinde Sarre-Union liegt im Arrondissement Saverne des Départements Bas-Rhin der Region Grand Est (bis 2015 Elsass).

## Persönlichkeiten
- Carl Desiderius de Royer (1650–1707), katholischer Priester und geistlicher Schriftsteller
- Johann Martersteck (1691–1764), Barockbildhauer, Holzschnitzer und Altarbauer aus Bouquenom
- Georges Küttinger (1733–1783), Orgel- und Klavierbauer